# Balaibalan
Balaibalan  (turkiska Bâleybelen) är ett konstruerat språk som troligen tillkom på 1500-talet i  osmanska Egypten. Språket tillskrivs sufin Muhyi-i Gülşeni (Mehmed bin Fethullah Ebu Talip, född 1528 i Edirne, i en familj med rötter i Shiraz, död 1605 i Egypten). Han var medlem i en orden grundad av den kurdiske schejken Pir Ibrahim Gulshani (Gülşeni) och kan ha haft medhjälpare. Språket tycks dock inte ha använts efter hans död.  
En kopia av en handskrift som innehåller en ordbok balaibalan-persiska-turkiska, utdrag ur språkets grammatik samt textprov, bland annat ett förord på balaibalan med arabisk översättning, finns bevarad på Frankrikes nationalbibliotek. 
Balaibalan är ett konstruerat språk av schematisk aposteriorisk typ vars ordförråd är hämtat från persiska, arabiska och turkiska. Dessa språk hör till olika språkfamiljer (indoeuropeiska, semitiska, altaiska) men till samma kulturkrets, präglad av islam. Balaibalan skrevs med samma variant av det arabiska alfabetet som också användes för turkiskan. Språkets grammatik liknar arabiskans på satsnivå, men ordbildningen är mera agglutinerande som i turkiskan. Språket har sin grund i sufistisk mystik, och det är inte troligt att det skulle tjäna något mera praktiskt syfte. Det sätt på vilket ordformerna har valts visar att språket inte gärna kan ha varit tänkt att fungera som mellanfolkligt hjälpspråk. I arabiskan utgörs de flesta ordstammar (rötter) av tre konsonanter. I de balaibalanord som har tagits från arabiskan saknas oftast den tredje. Därmed blir orden oigenkännliga för den oinvigde. I stället kan språket klassas som ett esoteriskt konstspråk. För detta talar bland annat också det att en del ord verkar ha sitt ursprung i metaforer använda i persisk och turkisk poesi och att räkneorden (ād ’1’, baz ’2’, jil ’3’) är valda så att första bokstaven svarar mot platsen i det ursprungliga arabiska alfabetet (’a, b, j, d, ...). Ordet ān ’Gud’ verkar vara lånat från det sedan länge utdöda akkadiska språket.   
Språkets namn 

bāl 'språk' (med långt a)

a 'av' 

i (bestämda artikeln)

bal 'göra levande'

an (particip)

Alltså: "Språket av den som gör levande" (Gud?).
Balaibalan är det äldsta väldokumenterade konstruerade språket och det är anmärkningsvärt att det har uppstått innan möjligheten att konstruera språk hade uppmärksammats av västerländska lärde, vilket skedde under 1600-talet. Nästan alla konstruerade språk av senare datum har uppkommit i den västerländska kulturkretsen. Ett annat anmärkningsvärt undantag utgörs dock av Damin, som uppkom bland australiska aboriginer.